# Empecta sicardi
Empecta sicardi är en skalbaggsart som beskrevs av Dewailly 1950. Empecta sicardi ingår i släktet Empecta och familjen Melolonthidae. Inga underarter finns listade i Catalogue of Life.